# Eishockey-Europapokal 1983/84
Der Eishockey-Europapokal in der Saison 1983/84 war die 19. Austragung des gleichnamigen Wettbewerbs durch die Internationale Eishockey-Föderation IIHF. Der Wettbewerb begann im Oktober 1983; das Finale wurde im August 1984 ausgespielt. Insgesamt nahmen 16 Mannschaften teil. Der ZSKA Moskau verteidigte zum sechsten Mal in Folge den Titel.

## Modus und Teilnehmer
Die Landesmeister des Spieljahres 1982/83 der europäischen Mitglieder der IIHF waren für den Wettbewerb qualifiziert. Der Wettbewerb wurde im K.-o.-System in Hin- und Rückspiel ausgetragen. Das Finale wurde in einer Vierergruppe im Modus Jeder-gegen-Jeden ausgespielt.
| - Feenstra Flyers Heerenveen - SHC Saint Gervais - Furuset IF Oslo - Dundee Rockets - Rødovre IK - Újpesti Dózsa Budapest - EHC Biel - HK Olimpija Ljubljana | - HC Bozen (gesetzt für die 2. Runde) - VEU Feldkirch (gesetzt für die 2. Runde) - SC Dynamo Berlin (gesetzt für die 2. Runde) - Djurgårdens IF Stockholm (gesetzt für die 2. Runde) - HIFK Helsinki (gesetzt für die 3. Runde) - EV Landshut (gesetzt für die 3. Runde) - ASD Dukla Jihlava (gesetzt für die 3. Runde) - ZSKA Moskau (Titelverteidiger; gesetzt für die 3. Runde) |

## Turnier

### 1. Runde
Die Spiele der ersten Runde wurden am 6. und 20. Oktober 1983 ausgetragen. Acht Mannschaften spielten die vier Qualifikanten für die zweite Runde aus.
|                       |                            | Gesamt | 1. Spiel | 2. Spiel |
| --------------------- | -------------------------- | ------ | -------- | -------- |
| SHC Saint Gervais     | Újpesti Dózsa Budapest     | 14:8   | 6:41     | 8:42     |
| Rødovre IK            | Dundee Rockets             | 21:5   | 12:3     | 9:2      |
| Furuset IF Oslo       | Feenstra Flyers Heerenveen | 10:12  | 5:8      | 5:4      |
| HK Olimpija Ljubljana | EHC Biel                   | 10:13  | 3:43     | 7:9      |

1 Fand am 5. Oktober 1983 statt.

2 Fand in Debrecen statt.

3 Fand in Lyss statt.

### 2. Runde
Die Spiele der zweiten Runde wurden am 10. und 24. November 1983 ausgetragen. Die vier Sieger der ersten Runde sowie die vier gesetzten Teilnehmer –  VEU Feldkirch,  SC Dynamo Berlin,  Djurgårdens IF Stockholm und  HC Bozen – spielten die vier Qualifikanten für die dritte Runde aus.
|                            |                          | Gesamt | 1. Spiel | 2. Spiel |
| -------------------------- | ------------------------ | ------ | -------- | -------- |
| SHC Saint Gervais          | HC Bozen                 | 6:9    | 4:7      | 2:2      |
| Rødovre IK                 | SC Dynamo Berlin         | 4:21   | 2:12     | 2:9      |
| Feenstra Flyers Heerenveen | Djurgårdens IF Stockholm | 2:28   | 0:13     | 2:15     |
| EHC Biel                   | VEU Feldkirch            | 7:12   | 5:9      | 2:3      |

### 3. Runde
Die Spiele der dritten Runde wurden zwischen dem 3. Dezember 1983 und 19. Januar 1984 ausgetragen. Die vier Sieger der zweiten Runde sowie die vier gesetzten Teilnehmer –  HIFK Helsinki,  EV Landshut,  ASD Dukla Jihlava und der Titelverteidiger  ZSKA Moskau – spielten die vier Qualifikanten für das Finalturnier aus.
|                          |                   | Gesamt | 1. Spiel | 2. Spiel |
| ------------------------ | ----------------- | ------ | -------- | -------- |
| HC Bozen                 | ZSKA Moskau       | 3:23   | 1:12     | 2:11     |
| SC Dynamo Berlin         | HIFK Helsinki     | 9:7    | 7:3      | 2:4      |
| Djurgårdens IF Stockholm | EV Landshut       | 5:11   | 5:1      | –        |
| VEU Feldkirch            | ASD Dukla Jihlava | 9:14   | 6:7      | 3:7      |

1 Es fand lediglich ein Spiel im April 1984 statt.

### Finalturnier
Das Finalturnier wurde vom 8. bis 12. August 1984 im italienischen St. Ulrich in Gröden ausgetragen. Die Spiele fanden im 4.000 Zuschauer fassenden Eisstadion St. Ulrich statt.
| 8. August 1984 | ASD Dukla Jihlava Jiří Dudáček (6.) Petr Rosol (6.) Petr Klíma (21.) Michal Pivoňka (23.) Miloš Kupec (31.) Michal Pivoňka (34.) Augustin Žák (38.) | 7:2 (2:1, 5:0, 0:1) | SC Dynamo Berlin Frank Proske (16.) Friedhelm Bögelsack (58.) | Eisstadion St. Ulrich, St. Ulrich in Gröden |

| 8. August 1984 | ZSKA Moskau Nikolai Drosdezki (2) Andrei Chomutow Irek Gimajew Michail Wassiljew | 5:0 (1:0, 1:0, 3:0) | Djurgårdens IF Stockholm | Eisstadion St. Ulrich, St. Ulrich in Gröden |

| 10. August 1984 | ZSKA Moskau Nikolai Drosdezki (2) Alexei Kassatonow Leonid Truchno | 4:3 (0:1, 2:1, 2:1) | SC Dynamo Berlin Guido Hiller (2) Joachim Lempio | Eisstadion St. Ulrich, St. Ulrich in Gröden |

| 10. August 1984 | ASD Dukla Jihlava Vladimír Kameš (47.) Jiří Šejba (57.) Petr Klíma (60.) | 3:1 (0:0, 0:1, 3:0) | Djurgårdens IF Stockholm Björn Carlsson (23.) | Eisstadion St. Ulrich, St. Ulrich in Gröden |

| 12. August 1984 | SC Dynamo Berlin Reinhardt Fengler Stefan Steinbock Detlef Radant Thomas Graul Fred Bartell | 5:3 (2:1, 1:1, 2:1) | Djurgårdens IF Stockholm Jan Viktorsson Anders Johnson Orwar Stambert | Eisstadion St. Ulrich, St. Ulrich in Gröden |

| 12. August 1984 | ASD Dukla Jihlava Jiří Dudáček Petr Klíma Vladimír Kameš | 3:4 (1:2, 0:0, 2:2) | ZSKA Moskau Nikolai Drosdezki Igor Larionow Sergei Nemtschinow Alexander Sybin | Eisstadion St. Ulrich, St. Ulrich in Gröden |

| Pl. |                          | Sp | S | U | N | Tore  | Punkte |
| --- | ------------------------ | -- | - | - | - | ----- | ------ |
| 1.  | ZSKA Moskau              | 3  | 3 | 0 | 0 | 13:06 | 6:0    |
| 2.  | ASD Dukla Jihlava        | 3  | 2 | 0 | 1 | 13:07 | 4:2    |
| 3.  | SC Dynamo Berlin         | 3  | 1 | 0 | 2 | 10:14 | 2:4    |
| 4.  | Djurgårdens IF Stockholm | 3  | 0 | 0 | 3 | 04:13 | 0:6    |

#### Beste Scorer
Abkürzungen: G = Tore, A = Assists, Pts = Punkte; Fett: Turnierbestwert
| Spieler           | Team    | G | A | Pts |
| ----------------- | ------- | - | - | --- |
| Nikolai Drosdezki | Moskau  | 5 | 0 | 5   |
| Petr Klíma        | Jihlava | 3 | 2 | 5   |
| Guido Hiller      | Berlin  | 2 | 2 | 4   |
| Vladimír Kameš    | Jihlava | 1 | 3 | 4   |
| Petr Rosol        | Jihlava | 1 | 3 | 4   |
| Detlef Radant     | Berlin  | 1 | 2 | 3   |
| Stefan Steinbock  | Berlin  | 1 | 2 | 3   |
| Augustin Žák      | Jihlava | 1 | 2 | 3   |
| Jiří Dudáček      | Jihlava | 2 | 0 | 2   |

### Siegermannschaft
| Europapokalsieger ZSKA Moskau | Torhüter: Jewgeni Beloscheikin, Alexander Tyschnych Verteidiger: Sergei Babinow, Wjatscheslaw Fetissow, Alexei Gussarow, Alexei Kassatonow, Sergei Starikow, Igor Stelnow, Wladimir Subkow Angreifer: Wjatscheslaw Bykow, Andrei Chomutow, Nikolai Drosdezki, Alexander Gerassimow, Irek Gimajew, Wladimir Krutow, Igor Larionow, Sergei Makarow, Sergei Nemtschinow, Wiktor Schluktow, Alexander Sybin, Leonid Truchno, Michail Wassiljew, Igor Wjasmikin Cheftrainer: Wiktor Tichonow |